# 盧金魮
盧金魮（学名：Barbus lukindae）為輻鰭魚綱鯉形目鯉科魮屬的其中一個種。該物種主要分布於非洲剛果民主共和國Lukinda河流域，體長可達7.5公分。

## 扩展阅读
維基物種上的相關：盧金魮